# Федорович, Ольга Владимировна
Ольга Владимировна Федорович (род. 28 октября 1992) — белорусская шашистка (международные шашки),  победитель 2-х Всемирных Интеллектуальных Игр 2012, серебряный призёр чемпионата мира 2017 года, чемпионка мира 2010 среди юниоров, чемпионка Белоруссии среди мужчин 2011 года и трёхкратная чемпионка среди женщин (2009, 2011, 2015).
Международный гроссмейстер. Международный мастер шашки-64 (2014).
На чемпионатах мира по международным шашкам 2013 года заняла 5-е место, 2015 года 4-е место.
На чемпионатах Европы 2012 года и 2014 года заняла восьмое место.
В 2017 году в составе сборной Белоруссии заняла первое место на командном чемпионате Европы по международным шашкам и стала серебряным призёром чемпионата мира.
Сестра — белорусская шашистка Дарья Федорович.

## Спортивные достижения

### Чемпионат мира
- 2011 (4 место)[3]
- 2013 (5 место)
- 2015 (4 место)
- 2015 (блиц) (3 место)
- 2017 (2 место)
- 2019 (6 место)
- 2021 (6 место)

### Чемпионат Европы
- 2012 (8 место)
- 2014 (8 место)
- 2016 (8-9 место)

### Чемпионат Белоруссии
- 2009 (1 место)
- 2010 (2 место)
- 2011 (1 место)
- 2012 (2 место)
- 2013 (2 место)
- 2015 (1 место)
- 2016 (2 место)
- 2017 (2 место)